# Tunel Wysoki w Wielkiej Skale
Tunel Wysoki w Wielkiej Skale – rodzaj jaskini w Dolinie Będkowskiej na Wyżynie Krakowsko-Częstochowskiej. Znajduje się w obrębie wsi Bębło w województwie małopolskim, w powiecie krakowskim, w gminie Wielka Wieś.

## Opis jaskini
Jest to położony na wysokości 7 m nad podstawą skały tunel w masywie Wielkiej Skały. Znajduje się w skale, która w przewodniku wspinaczkowym Pawła Haciskiego ma nazwę Zaklęty Mur, a w portalu wspinaczkowym i na zamontowanych przy skale tablicach informacyjnych zwana jest Murem Skwirczyńskiego. Tunel ma wysokość 3–4 m, długość 4 m i powstał na pionowym pęknięciu skały. Jego otwór północno-wschodni jest trudno dostępny, znajduje się bowiem w pionowej ścianie, otwór południowo-zachodni jest łatwo dostępny.
Tunel powstał w późnojurajskich wapieniach i jest pochodzenia krasowego. Świadczą o tym występujące w jego ścianach liczne wżery, jamki, kanaliki i kotły wirowe. Nacieków brak, namulisko ubogie, złożone z gruzu wapiennego zmieszanego z próchnicą i iłem. Tunel jest w pełni widny i poddany wpływom środowiska zewnętrznego. Na jego ścianach rozwijają się glony.
Tunel znany od dawna, często też jest odwiedzany. Po raz pierwszy opisał go Kazimierz Kowalski w 1951 roku jako „Schronisko tunel wysoki w Wielkiej Skale”. W 1981 r. E. Sanocka-Wołoszynowa badała w nim faunę pająków. Stwierdziła występowanie dwóch gatunków. Aktualną dokumentację tunelu opracował A. Górny w listopadzie 2009 r., plan opracował M. Pruc.
W Zaklętym Murze znajduje się jeszcze kilka innych obiektów jaskiniowych: Jaskinia Główna w Wielkiej Skale, Komin w Wielkiej Skale, Szczelina w Wielkiej Skale, Tunel Niski w Wielkiej Skale, Tunel Pośredni w Wielkiej Skale, Tunelik obok Szczeliny w Wielkiej Skale, Zaklęty Komin, Zaklęty Korytarzyk, Zaklęty Balkon, Zaklęta Szczelina.

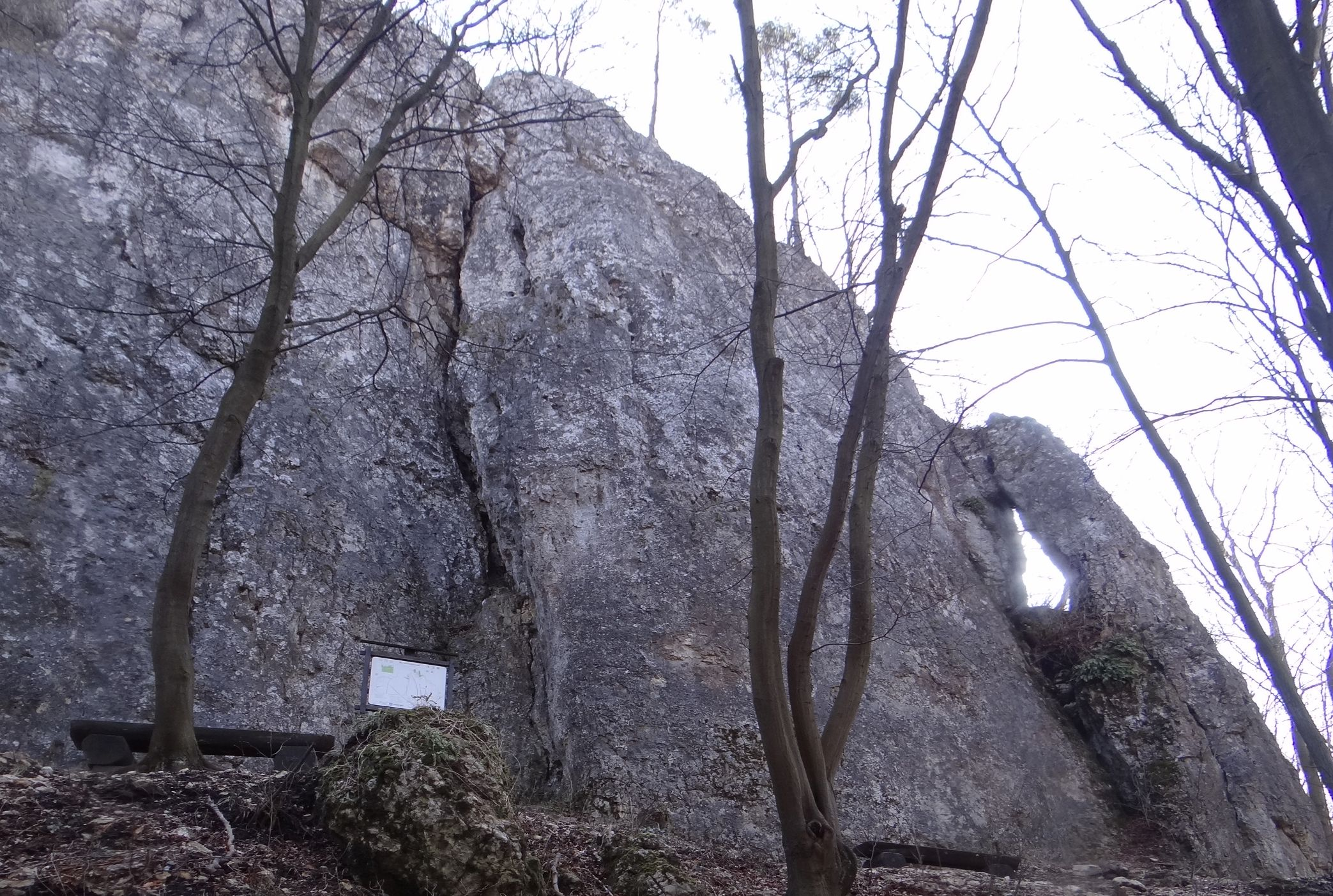
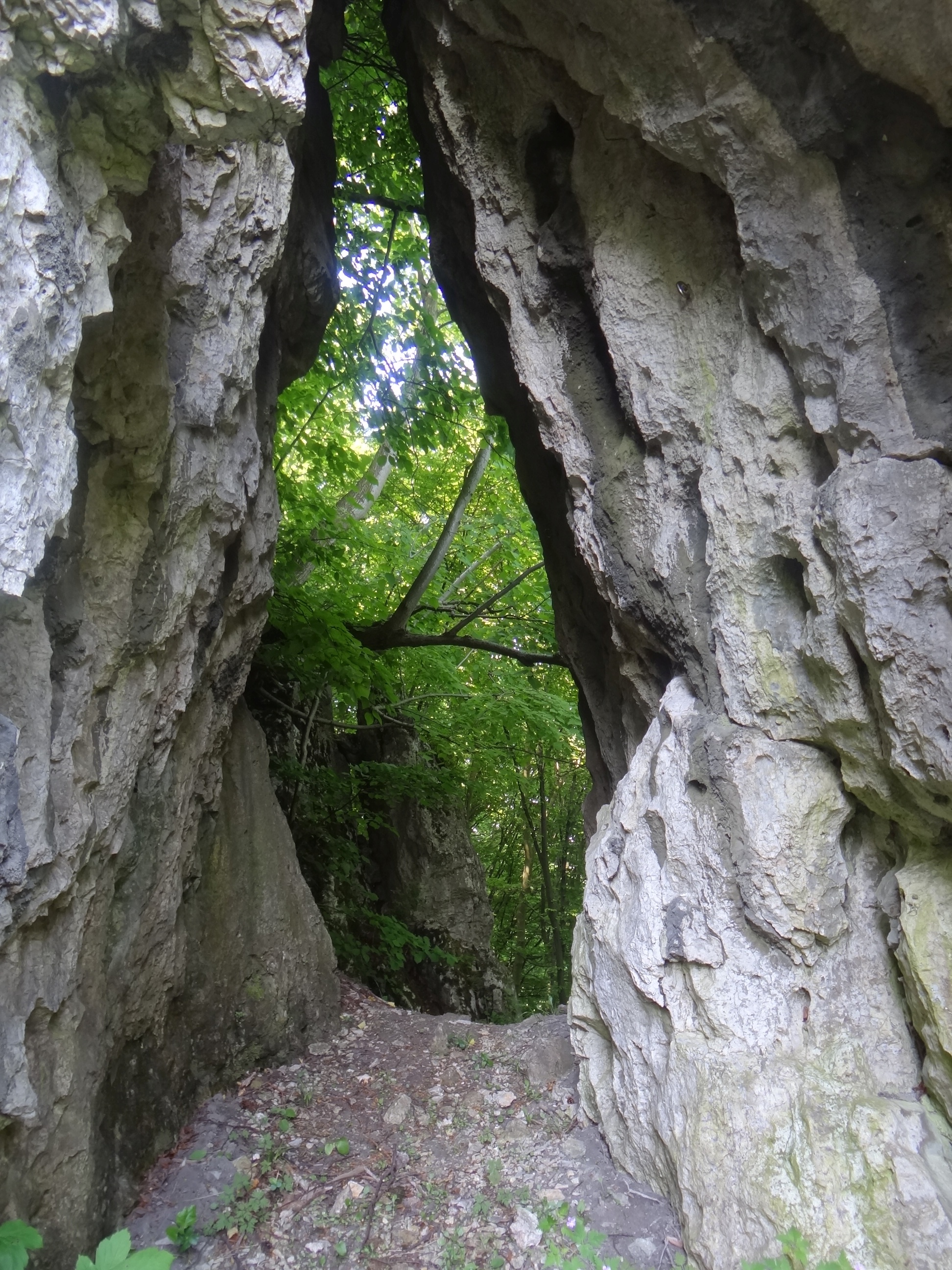